# Qoʻqon 1912
Qoʻqon 1912 (usbekisch «Qoʻqon 1912» futbol klubi «Қўқон 1912» футбол клуби) ist ein Fußballverein aus der usbekischen Stadt Qoʻqon. Der Verein spielt aktuell in der höchsten Spielklasse, der Uzbekistan Super League. Gegründet wurde der Verein 1912 als Muskomanda. 2012 stieg der Verein erstmals in die 1. Liga auf (als Qoʻqon 1912).

## Erfolge
- Usbekischer Pokalfinalist: 2015[1]

## Stadion
Seine Heimspiele trägt der Club im Kokand Markaziy Stadium aus. Das Stadion hat ein Fassungsvermögen von 10.500 Personen.